# Alberta (Virginie)
Pour les articles homonymes, voir Alberta (homonymie).
Alberta est une municipalité américaine située dans le comté de Brunswick en Virginie. 

## Géographie
La municipalité d'Alberta s'étend en 2010 sur une superficie de 2,15 milles carrés (5,57 km2).

## Histoire
Alberta est fondée au début du XXe siècle à l'intersection de deux lignes de chemin de fer. Lorsque la U.S. Route 1 atteint le bourg en 1928, Alberta devient une municipalité et croit fortement.
À partir des années 1970, les touristes délaissent peu à peu Alberta et l'ancienne route au profit de l'Interstate 95 (plus à l'est). Durant la décennie suivante, le chemin de fer cesse de desservir le bourg, aujourd'hui accessible par l'Interstate 85.

## Éducation
Alberta accueille un campus du Southside Virginia Community College (en), le campus de Christanna.

## Démographie
Selon le recensement de 2010, Alberta compte 298 habitants. Sa population est alors blanche à 60 % et afro-américaine à 38 %. L'âge médian est de 47 ans, supérieur d'environ 10 ans à la moyenne nationale.